# 讷维尔费里耶尔
讷维尔费里耶尔（法語：Neuville-Ferrières，法語發音：[nøvil fɛʁjɛʁ]）是法国滨海塞纳省的一个市镇，属于迪耶普区。

## 地理
讷维尔费里耶尔（49°42'41"N, 1°27'28"E）面积13.02 平方千米，位于法国诺曼底大区滨海塞纳省，该省份为法国北部沿海省份，其西部及北部濒大西洋英吉利海峡，东起顺时针与索姆省、瓦兹省、厄尔省和卡爾瓦多斯省接壤。
与讷维尔费里耶尔接壤的市镇（或旧市镇、城区）包括：布埃勒、布赖地区方丹、马西、布赖地区讷沙泰勒、基耶夫勒库尔、圣赛尔。

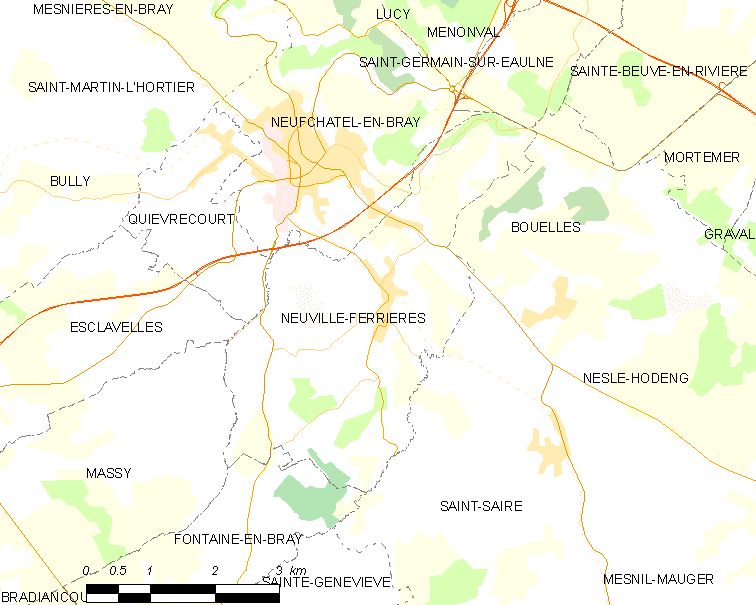
讷维尔费里耶尔的OSM定位图

讷维尔费里耶尔的时区为UTC+01:00、UTC+02:00（夏令时）。

## 行政
讷维尔费里耶尔的邮政编码为76270，INSEE市镇编码为76465。

## 政治
讷维尔费里耶尔所属的省级选区为布赖地区讷沙泰勒县。

## 人口

1962-2008年间讷维尔费里耶尔人口变化图示

讷维尔费里耶尔于2022年1月1日时的人口数量为534人。